# Заклинье (Заклинское сельское поселение)
Закли́нье — деревня в Лужском районе Ленинградской области, административный центр Заклинского сельского поселения.

## История
Впервые упоминается в Писцовой книге Водской пятины 1500 года, как деревня Заклинье оброчная Никольского монастыря с Острова в Дмитриевском Городенском погосте Новгородского уезда.

ЗАКЛИНЬЕ — деревня принадлежит подполковнице Анне Велбуа, число жителей по ревизии: 29 м. п., 30 ж. п. (1838 год)

ЗАКЛИНЫ — деревня господина Вильбуа, по просёлочной дороге, число дворов — 10, число душ — 30; (1856 год)

ЗАКЛИНЬЕ — деревня, число жителей по X-ой ревизии 1857 года: 27 м. п., 31 ж. п. (из них дворовых людей — 3 м. п., 12 ж. п.)

ЗАКЛИНЬЕ — деревня и мыза владельческие при озере Смешенском, число дворов — 9, число жителей: 28 м. п., 30 ж. п. (1862 год)

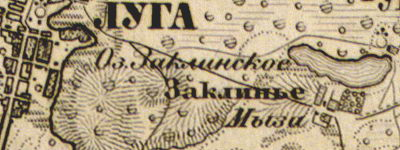
Деревня Заклинье на карте 1863 года

Согласно карте 1863 года в деревне находилась мыза.
В 1866 году временнообязанные крестьяне деревни выкупили свои земельные наделы у Н. П. Апрелевой и стали собственниками земли.
В 1870—1871 году временнообязанные крестьяне деревни выкупили свои земельные наделы у А. М. Вильбоа.
В 1875—1876 годах крестьяне выкупили свои земельные наделы у Е. Н. Лазаревича.
Согласно подворной описи 1882 года:

ЗАКЛИНЬЕ — деревня Туровского общества Кологородской волости

домов — 19, душевых наделов — 24, семей — 16, число жителей — 41 м. п., 35 ж. п.; разряд крестьян — собственники

В 1883—1884 годах были выкуплены земельные наделы у Ю. С. Холкевича, в 1884—1885 годах у Е. М. Хохловой.
Согласно материалам по статистике народного хозяйства Лужского уезда 1891 года, имение при селении Заклинье площадью 764 десятины принадлежало купчихе Ф. Ф. Ланко, имение было приобретено в 1886 году за 23 000 рублей.
В XIX веке деревня административно относилась к Кологородской волости 1-го стана Лужского уезда Санкт-Петербургской губернии, в начале XX века — 2-го стана.
По данным «Памятной книжки Санкт-Петербургской губернии» за 1905 год имение Заклинье площадью 391 десятина принадлежало барону Владимиру Платоновичу Рокосовскому, камергеру, действительному статскому советнику и члену Совета министров внутренних дел.
С 1917 по 1919 год деревня входила в состав Заклинского сельсовета Кологородской волости Лужского уезда.
С 1920 по 1924 год — в состав Слапского сельсовета.
С 1924 по 1928 год — в состав Туровского сельсовета.

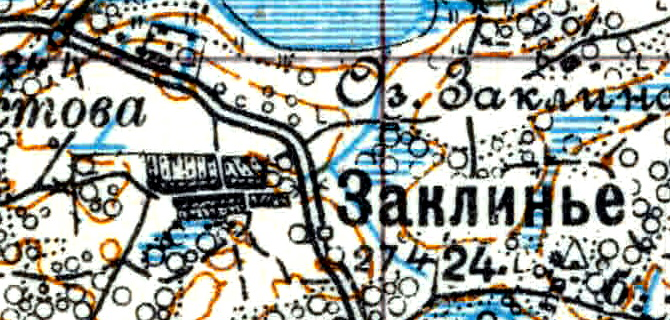
Деревня Заклинье на карте 1926 года

Согласно топографической карте 1926 года деревня насчитывала 24 двора.
С 1928 по 1933 год — вновь в составе Слапского сельсовета.
По данным 1933 года деревня Заклинье являлась административным центром Слапского сельсовета Лужского района Ленинградской области, в который входили 7 населённых пунктов: деревни Заклинье, Крюково, Нелаи, Подгородье, Слапи, Турово и погост Смешино, общей численностью населения 1508 человек.
С декабря 1933 года — в составе Лужского сельсовета.
C 1 августа 1941 года по 31 января 1944 года деревня находилась в оккупации.
В 1961 году население деревни составляло 285 человек.
По данным 1966 года деревня Заклинье также входила в состав Лужского сельсовета.
По данным 1973 года в деревне располагалась центральная усадьба совхоза «Лужский».
По данным 1990 года в деревне Заклинье проживали 3266 человек. Деревня являлась административным центром Лужского сельсовета Лужского района в который входили 23 населённых пункта: деревни Берег, Выбор, Вычелобок, Заклинье, Замошье, Заполье, Колодно, Костково, Крюково, Нелаи, Онежицы, Подгородье, Раковно, Слапи, Смешино, Сырец, Турово; посёлки Дом отдыха «Луга», Санаторий «Жемчужина»; кордоны Глубокий Ручей, Клокино; местечко Полянка; посёлок при станции Смычково, общей численностью населения 5019 человек.
В 1997 году в деревне Заклинье, административном центре Заклинской волости, проживали 3735 человек, в 2002 году — 2916 человек русские — 91 %).
С 1 января 2006 года в соответствии с областным законом № 65-оз от 28 сентября 2004 года «Об установлении границ и наделении соответствующим статусом муниципального образования Лужский муниципальный район и муниципальных образований в его составе» деревня Заклинье является административным центром Заклинского сельского поселения.
В 2007 году население деревни Заклинье, административного центра Заклинского СП, составляло 3311 человек.

## География
Деревня расположена в центральной части района на автодороге 41К-141 (Великий Новгород — Луга), к востоку от районного центра, города Луга.
Расстояние до районного центра — 3 км.
Расстояние до ближайшей железнодорожной станции Луга — 3 км.
К северу от деревни находится озеро Заклинское, из которого вытекает ручей Стрельный.

## Инфраструктура
Средняя школа, бассейн, детский сад, общественная столовая.

## Транспорт
До райцентра более пятидесяти раз в день курсирует автобус.

## Фото

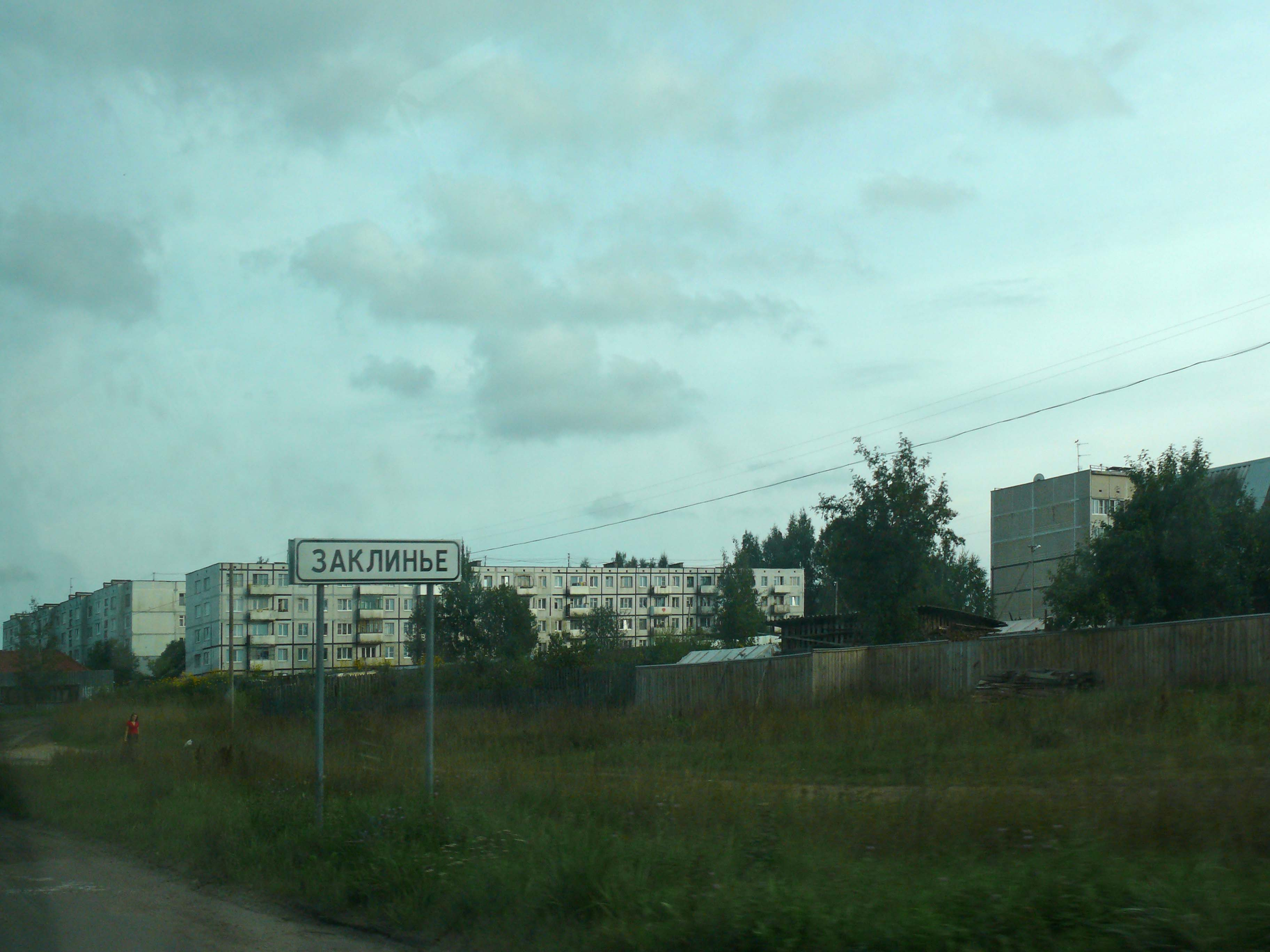
Въезд в деревню со стороны Луги. 2011 год

## Улицы
Батецкое шоссе, Болотный переулок, Боровая, Дорожная, Заклинский тракт, Лесная, Мира, Новая, Новосёлов, Озёрная, Полевая, Солнечная, Старая.

## Садоводства
Заклинское.